# دافي داك: الجزيرة المدهشة
دافي داك: الجزيرة المدهشة (بالإنجليزية:Daffy Duck's Fantastic Island) فيلم رسوم متحركة أمريكي من سلسلة لوني تونز من إنتاج وارنر برذرز عرض في الولايات المتحدة بتاريخ 5 أغسطس سنة 1983 وعرض في الوطن العربي على قناة كرتون نتورك بالعربية بتاريخ 24 يوليو سنة 2013.

## التمثيل الاصوات
حسان حمدان - دافي داك
حسن مهدي - سبيدي غونزالس ،باغز باني
ناجي شامل - يوسيميتي سام
جورج دياب - تازماينيان ديفل
إبراهيم ماضي -فوغهورن ليغهورن
سعد حمدان - بيبي لا بيو تشيستر
خالد السيد - سبايك
شربل ايوب - بوركي بيغ
جورج طويل - سلفستر
رالين داغر - تويتي
رانيا مروة - الجدة (لوني تونز) - سيدة بريسي
جيهان الملا - سيدة سلفستر

## طاقم التمثيل
الدبلجة العربية
حسن مهدي- باغز باني -سبيدي غونزاليس
حسان حمدان- دافي داك
ناجي شامل- يوسيميتي سام
جورج دياب- تازماينيان ديفل
إبراهيم ماضي- فوغهورن ليغهورن
شربل أيوب- بوركي بيغ
رانيا مروة -الجدة (لوني تونز)
جورج طويل- سيلفستر
رالين داغر- تويتي

## وصلات خارجية
- دافي داك: الجزيرة المدهشة على موقع IMDb (الإنجليزية)
- دافي داك: الجزيرة المدهشة على موقع روتن توميتوز (الإنجليزية)
- دافي داك: الجزيرة المدهشة على موقع Turner Classic Movies (الإنجليزية)
- دافي داك: الجزيرة المدهشة على موقع أول موفي (الإنجليزية)
- دافي داك: الجزيرة المدهشة على موقع قاعدة بيانات الفيلم (الإنجليزية)
- دافي داك: الجزيرة المدهشة على موقع ليتربوكسد (الإنجليزية)
- دافي داك: الجزيرة المدهشة على موقع كينوبويسك (الروسية)